# Tore Wiberg
Per Tore Wiberg, född 9 augusti 1911 i Stockholm, död 9 mars 2010, var en svensk musiker (konsertpianist). 
Wiberg studerade åren 1927–1933 för bland andra Olof Wibergh vid Musikkonservatoriets pianoklass. Han debuterade i Stockholm 1935. Han var bland annat verksam som ackompanjatör och, från 1940, som orkesterpianist i Stockholms filharmoniska orkester.
Wiberg avled vid 98 års ålder den 9 mars 2010. En runa över honom författad av vännen och före detta konserthuschefen Bengt Olof Engström publicerades i Svenska Dagbladet den 27 mars 2010.